# Saad Abdulrahman Ali
Saad Abdulrahman Ali (in arabo سعد عبدالرحمن علي‎?; Doha, 2 maggio 1985) è un ex cestista qatariota.

## Carriera
Con il Qatar ha disputato i Campionati mondiali del 2006 e otto edizioni dei Campionati asiatici (2003, 2005, 2007, 2009, 2011, 2013, 2015, 2017).